# Ідеальний ланцюжок
Ідеальний ланцюжок (або ланцюжок із вільними з'єднаннями) — найпростіша модель, що застосовується для опису полімерів на зразок нуклеїнових кислот та білків. Вона трактує полімер як випадкові блукання, нехтуючи будь-якою взаємодією між мономерами. Попри простоту модель дозволяє зрозуміти деякі аспекти фізики полімерів.
У цій моделі мономери вважаються жорсткими стрижнями фіксованої довжини l, а орієнтація кожної ланки полімерного ланцюжка зовсім не залежить від орієнтації сусідніх ланок, двом мономерам навіть дозволяється налазити один на одного. У деяких випадках мономери мають фізичну інтерпретацію на зразок амінокислот у поліпептидах. В інших випадках мономер — прото умовна ланка полімеру, яку можна вважати дискретною одиницею.  Тоді l називають довжиною Куна. Наприклад, хроматин моделюють як полімер, кожен із мономерів якого є ланкою завдовжки  14-46 кілопар основ.

## Модель

N одиниць повторення (мерів, ланок) утворюють полімер, повна довжина якого дорівнює: 
{\displaystyle L=N\,l}, де N — число  ланок.
У цьому дуже простому підході взаємодія між ланками не розглядається, енергія полімеру вважається незалежною від його форми, а це означає, що в умовах термодинамічної рівноваги усі конфігурації рівноймовірні.
Нехай {\displaystyle {\vec {R}}} — вектор, що задає повну довжину ланцюжка від одного кінця до іншого, а {\displaystyle {\vec {r}}_{1},\ldots ,{\vec {r}}_{N}} — вектори, що задають окремі ланки. Ці випадкові вектори мають складові в усіх трьох напрямках простору. Більшість матеріалу статті розглядає число ланок N як велике, що дозволяє застосовувати центральну граничну теорему. Форма невеличкого ідеального ланцюжка проілюстрована рисунком. 
Два кінці ланцюжка не з'єднані між собою, але вони флуктуюють, тож в середньому:
{\displaystyle \langle {\vec {R}}\rangle =\Sigma _{i=1}^{N}\langle {\vec {r}}_{i}\rangle ={\vec {0}}.~}
Тут {\displaystyle \langle \rangle } позначає середнє в часі від випадкової величини або вектора. 
Оскільки {\displaystyle {\vec {r}}_{1},\ldots ,{\vec {r}}_{N}} незалежні, з центральної граничної теореми слідує, що {\displaystyle {\vec {R}}} розподілений нормально (або за Гаусом): тобто {\displaystyle R_{x},R_{y},} та {\displaystyle R_{z}} підкоряються нормальному розподілу з нульовим середнім та дисперсією: 
{\displaystyle \sigma ^{2}=\langle R_{x}^{2}\rangle -\langle R_{x}\rangle ^{2}=\langle R_{x}^{2}\rangle -0,}
{\displaystyle \langle R_{x}^{2}\rangle =\langle R_{y}^{2}\rangle =\langle R_{z}^{2}\rangle =N\,{\frac {l^{2}}{3}}.}
Тож {\displaystyle \langle {\vec {R^{2}}}\rangle =N\,l^{2}=L\,l~}. Вектор, що з'єднує кінці ланцюжка, має наступну густину розподілу:
{\displaystyle P({\vec {R}})=\left({\frac {3}{2\pi Nl^{2}}}\right)^{3/2}e^{-{\frac {3{\vec {R}}^{2}}{2Nl^{2}}}}}
Середня відстань між кінцями полімеру дорівнює
{\displaystyle {\sqrt {\langle {\vec {R^{2}}}\rangle }}={\sqrt {N}}\,l={\sqrt {L\,l}}.~}
У фізиці полімерів часто використовується радіус гірації
{\displaystyle {\mathit {R}}_{G}={\frac {{\sqrt {N}}\,l}{{\sqrt {6}}\ }}.}
Середня відстань між кінцями, що водночас у цій простій моделі є розмахом флуктуацій, стає дуже малою в порівнянні з повною довжиною розтягнутого в лінію полімера {\displaystyle N\,l}. Цей результат є загальною властивістю статистичних систем.
Математичне зауваження: строге доведення густини ймовірності {\displaystyle P({\vec {R}})} не настільки пряме, як може здатися з написаного: використовуючи звичну одновимірну центральну граничну теорему можна зробити висновок, що  {\displaystyle R_{x}}, {\displaystyle R_{y}} та {\displaystyle R_{z}} розподілені нормально з дисперсією  {\displaystyle N\,l^{2}/3}. Тоді наведений вираз для  {\displaystyle P({\vec {R}})} не є єдино сумісним з розподілами для  {\displaystyle R_{x}}, {\displaystyle R_{y}} та {\displaystyle R_{z}}. Однак, оскільки складові векторів {\displaystyle {\vec {r}}_{1},\ldots ,{\vec {r}}_{N}} не скорельовані в цій моделі випадкових блукань,  {\displaystyle R_{x}}, {\displaystyle R_{y}} та {\displaystyle R_{z}} теж нескорельовані. Цю додаткову умову можна задовольнити, якщо {\displaystyle {\vec {R}}} має розподіл {\displaystyle P({\vec {R}})}. Альтернативно цей результат можна продемонструвати, використовуючи багатовимірне узагальнення центральної граничної теореми, або виходячи з міркувань симетрії.

## Загальність моделі
Хоча описана модель зовсім не пристосована для опису реальних полімерів на макромасштабі, вона має певний сенс у розчинах полімерів, мономери яких добре змішуються з розчинником (тоді, коли взаємодія мономерів між собою та мономерів з молекулами розчинника ідентична, і енергію системи можна вважати сталою, виправдовуючи гіпотези, закладені в основу моделі).
Але навіть на макромасштабі застосовність моделі обмежена тим фактом, що вона не враховує вилучений об'єм (або, говорячи мовою хіміків, що вона нехтує стеричним ефектом).
Усі інші моделі флуктуацій полімеру, що не беруть до уваги взаємодію між мономерами й не враховують вилучений об'єм, на кшталт моделі червоподібного ланцюжка, асимптотично збігаються до цієї в термодинамічній границі. З метою збереження цієї аналогії вводиться ланка Куна, що еквівалентна довжині мономера в ідеальному ланцюжку. Число сегментів Куна, яке потрібно розглянути, дорівнює повній довжині витягнутого в лінію полімеру, розділеній на довжину ланки.

## Ентропійна пружність ідеального ланцюжка
Якщо кінці ідеального ланцюжка приєднати до якогось мікроскопічного маніпулятора, то на нього з боку полімеру діятиме сила. Енергія ідеального ланцюжка стала, а тому її середнє — внутрішня енергія, теж стала, що означає ентропійну природу сили.
Ця ентропійна сила дуже схожа на тиск ідеального газу на стінки посудини. Внутрішня енергія ідеального газу залежить лише від температури, і не залежить від об'єму посудини, тож прагнення газу до розширення зумовлене зовсім не енергією. Тому тиск ідеального газу за своєю природою чисто ентропійний.
Яка мікроскопічна природа ентропійної сили чи тиску? Загальна відповідь на це запитання в тому, що теплові флуктуації намагаються привести систему до такого макроскопічного стану, який відповідав би найбільшому числу мікроскопічних станів сумісних із ним. Іншими словами — теплові флуктуації намагаються привести систему до макроскопічного стану з максимальною ентропією.
Що це означає для ідеального ланцюжка? По-перше, мікроскопічний стан ланцюжка визначається суперпозицією станів {\displaystyle {\vec {r}}_{i}} кожного індивідуального мономера (i пробігає значення від 1 до N). У розчині ідеальний ланцюжок безперервно зазнає ударів молекул розчинника, і кожен такий удар переводить систему з поточного мікроскопічного стану в інший, дуже схожий. Для ідеального ланцюжка, як буде показано, існує більше мікроскопічних станів сумісних з короткими відстанями між кінцями, ніж станів, у яких ця відстань довша. Тому максимізація ентропії ідеального ланцюжка означає зменшення відстані між кінцями. Як наслідок виникає сила між кінцями ланцюжка, що намагається згорнути полімер.
Далі буде виведено середню вираз для середньої сили й показано загальність цього виразу в термодинамічному наближенні.

### Ідеальний ланцюжок з фіксованими кінцями
Макроскопічний стан ланцюжка з фіксованими кінцями задається вектором, що їх з'єднує. Кожному макроскопічному стану відповідає певне число мікроскопічних станів {\displaystyle \Omega ({\vec {R}})}. Оскільки енергія ідеального ланцюжка стала, кожен мікростан однаково ймовірний. Ентропія макростану дорівнює: 
{\displaystyle S({\vec {R}})=k_{B}\log(\Omega ({\vec {R}}))}, де {\displaystyle k_{B}} — стала Больцмана.
Цей вираз задає абсолютну ентропію системи. Точний розрахунок {\displaystyle \Omega ({\vec {R}})} загалом вимагає квантової моделі ланцюжка, що виходить за рамки даної статті.  Однак густину ймовірності  {\displaystyle P({\vec {R}})} для заданої відстані між кінцями уже було розраховано. Оскільки всі мікростани рівноймовірні, {\displaystyle P({\vec {R}})}  пропорціональна {\displaystyle \Omega ({\vec {R}})}.  Виходячи з цих міркувань, можна записати вираз для класичного (відносного) значення ентропії ідеального ланцюжка:
{\displaystyle S({\vec {R}})=k_{B}\log(P({\vec {R}}))+C_{st},}
де {\displaystyle C_{st}} — стала.
Нехай {\displaystyle {\vec {F}}} — сила, з якою ланцюжок діє на ту точку, в якій він закріплений. З виразу для ентропії можна вивести вираз для цієї сили. Нехай, кінці ланцюжка не просто закріплені, а управляються оператором, який контролює довжину вектора, що сполучає кінці.  Якщо він  змінить величину вектора {\displaystyle {\vec {R}}} на невеличке значення {\displaystyle {\vec {dR}}}, внутрішня енергія ланцюжка не зміниться, бо ланцюжок ідеальний. Цю умову можна записати:
{\displaystyle 0=dU=\delta W+\delta Q~}
Тут {\displaystyle \delta W} позначає елементарну роботу виконану оператором, а {\displaystyle \delta Q} визначається як елементарна кількість теплоти, яку ланцюжок отримує від розчинника. Якщо припустити, що дії оператора квазістатичні (тобто дуже повільні), зміни в системі будуть зворотними, і можна пропустити, що змінюючись від макростану  {\displaystyle {\vec {R}}} до макростану {\displaystyle {\vec {R}}+{\vec {dR}}}, система проходитиме через термодинамічно рівноважні макростани. Таке припущення має два наслідки:
- перший — кількість теплоти, переданої системі, можна зв'язати зі зміною ентропії:

{\displaystyle \delta Q=TdS~}, де T — температура.
- другий — щоб зміни були дуже повільними, середня сила, з якою оператор діє на кінці ланцюжка, повинна зрівноважуватися середньою силою, з якою ланцюжок діє на свої кінці. Позначивши {\displaystyle {\vec {f}}_{op}} силу дії оператора  і {\displaystyle {\vec {f}}}  силу дії ланцюжка, можна отримати:

{\displaystyle \delta W=\langle {\vec {f}}_{op}\rangle \cdot {\vec {dR}}=-\langle {\vec {f}}\rangle \cdot {\vec {dR}}~}
Звідси
{\displaystyle \langle {\vec {f}}\rangle =T{\frac {dS}{\vec {dR}}}={\frac {k_{B}T}{P({\vec {R}})}}{\frac {dP({\vec {R}})}{\vec {dR}}}~}
{\displaystyle \langle {\vec {f}}\rangle =-k_{B}T{\frac {3{\vec {R}}}{Nl^{2}}}.~}
Цей вираз задає  рівняння стану ідеального ланцюжка. Оскільки він опирається на центральну граничну теорему, він справедливий для полімеру з великими числом мономерів (тобто в термодинамічній границі).  Він також справедливий для невеликих відстаней між кінцями полімеру в порівнянні з повною його довжиною, в діапазоні, де полімер поводиться як пружинка. Поведінку розтягнутого полімеру можна моделювати, використовуючи методи роботи з канонічним ансамблем, аналогічні методам розгляду намагніченості в парамагнетиках.  Залежність розтягнутості від довільної сили задається функцією Ланжевена {\displaystyle {\mathcal {L}}}:
{\displaystyle {\frac {R}{Nl}}={\text{cth}}\left({\frac {fl}{k_{B}T}}\right)-{\frac {k_{B}T}{fl}}={\mathcal {L}}\left({\frac {fl}{k_{B}T}}\right),}
де розтягнутість {\displaystyle R=|{\vec {R}}|}.
Залежність сили від видовження можна розрахувати за формулою:
{\displaystyle {\frac {fl}{k_{B}T}}={\mathcal {L}}^{-1}\left({\frac {R}{Nl}}\right)\approx 3{\frac {R}{Nl}}+{\frac {1}{5}}\left({\frac {R}{Nl}}\right)^{2}\sin \left({\frac {7R}{2Nl}}\right)+{\frac {\left({\frac {R}{Nl}}\right)^{3}}{1-{\frac {R}{Nl}}}}},
де {\displaystyle {\mathcal {L}}^{-1}} — функція, обернена до функції Ланжевена.
Нарешті, модель можна розширити на випадок навіть більших сил, враховуючи видовження кожної з ланок полімера.

### Ідеальний ланцюжок з врахуванням резервуара
Нехай мікроманіпулятор підтримує фіксованою не відстань між кінцями ланцюжка, а силу розтягу {\displaystyle {\vec {f}}_{op}}. У цьому разі двом кінцям полімеру дозволено флуктуювати навколо середнього видовження {\displaystyle \langle {\vec {R}}\rangle }. Ланцюжок діє на маніпулятор із рівною за величиною, але протилежно направленою силою  {\displaystyle {\vec {f}}=-{\vec {f}}_{op}}. Тоді макроскопічний стан визначається силою  {\displaystyle {\vec {f}}}.
Різниця аналогічна різниці між мікроканонічним та канонічним ансамблями. Це різниця між станом, у якому певний параметр фіксований, і станом, у якому система може обмінюватися цим параметром із зовнішнім середовищем.  Для канонічного ансамблю таким параметром є енергія, тоді як для ідеального ланцюжка — видовження (тобто відстань між кінцями).
Як і у разі мікроканонічного та канонічного ансамблю розгляд відрізняється тільки врахуванням флуктуацій. Рівняння стану залишається тим же, тільки {\displaystyle {\vec {R}}} може флуктуювати
{\displaystyle {\vec {f}}=-k_{B}T{\frac {3\langle {\vec {R}}\rangle }{Nl^{2}}}~}.